# Henry Lincoln
Henry Lincoln, conosciuto anche come Norman Ashby, pseudonimo di Henry Soskin (Londra, 17 aprile 1930 – 24 febbraio 2022), è stato uno scrittore e attore britannico.

## Biografia
Ha recitato nello sceneggiato televisivo The Avengers (in Italia Agente speciale) negli anni sessanta con il nome di Henry Soskin, per diventare poi regista di documentari su soggetti misteriosi con il nome di Henry Lincoln.
È il coautore, con Mervyn Haisman, delle tre storie degli anni sessanta della serie Doctor Who (The Abominable Snowman, The Web Of Fear, The Dominators).
Lincoln è stato anche un autore del film horror del 1968 Curse of the Crimson Altar.

## Il santo Graal
Lincoln è noto soprattutto come coautore, con Michael Baigent e Richard Leigh, del libro Il santo Graal del 1982. In questo testo è presentata una controversa interpretazione secondo la quale Gesù non sarebbe stato crocifisso in Palestina ma sarebbe fuggito in Francia dove insieme alla moglie Maria Maddalena sarebbe divenuto il capostipite della dinastia merovingia (che rappresenterebbe il "vero" Graal). Tale tesi non è suffragata da alcuna fonte storica a parte l'ovvia citazione della famosa leggenda medievale dello sbarco della Maddalena in Francia, resa popolare da Jacopo da Varazze nella Legenda Aurea.
La tesi nasce tra il 1969 e il 1970. Lincoln entrò in contatto con il trio de Chérisey - Plantard - de Sède (che avevano dato origine alla controversa associazione nota come Priorato di Sion) e decise di riscrivere la storia de L'Or de Rennes in una forma più adatta al pubblico di lingua inglese, presentandola prima in tre documentari trasmessi dalla BBC tra il 1972 e il 1979 e poi in un libro pubblicato nel 1982 con l'aiuto di Michael Baigent e Richard Leigh.
Lincoln si rese conto che a chi spettasse il titolo di pretendente al trono di Francia era di scarso interesse per il pubblico inglese. Nello stesso tempo era stato introdotto da Plantard nel piccolo mondo delle organizzazioni esoteriche francesi dove aveva conosciuto Robert Ambelain (1907-1997), figura notissima di questo ambiente. Nel 1970 Ambelain aveva pubblicato Jésus ou Le mortel secret des templiers, in cui sosteneva che Gesù Cristo aveva una compagna, pur non essendo legalmente sposato, e identificava questa «concubina» in Salomè. Lincoln fuse la narrazione del matrimonio di Gesù ricavata da Ambelain con quella dei Merovingi di Plantard e «rivelò» che i Merovingi protetti dal Priorato di Sion sono importanti, ben al di là della rivendicazione del trono di Francia, perché discendono da Gesù Cristo e dalla Maddalena.

## Opere
- Il codice segreto della croce
- Il luogo sacro

### Con Michael Baigent e Richard Leigh
- Il santo Graal
- L'eredità messianica